# Bajali
Bajali ist ein Distrikt im indischen Bundesstaat Assam. Sitz der Verwaltung ist der Ort Pathsala.

## Geografie
Der Distrikt liegt im Westen von Assam. Er grenzt im Osten und Südosten an den Distrikt Nalbari, im Süden an den Distrikt Barpeta sowie im Westen, Norden und Nordosten an den Distrikt Baksa. Beinahe die gesamte Fläche des Distrikts liegt in der Tiefebene von Assam.

## Geschichte
Der Distrikt entstand als 34. Distrikts des Bundesstaats am 12. Januar 2021. Bis dahin waren die Gebiete des neuen Distrikts, die Circles/Subdivisions Bajali (Pt), Jalah (Pt) und Sarupeta (Pt), die nordöstlichen Teile des Distrikts Barpeta.

## Bevölkerung
Da der Distrikt erst im Jahr 2021 entstanden ist und die letzte indische Volkszählung 2011 stattfand, sind die Zahlen die Summe der Volkszählungsdaten der drei Circles/Subdivisions Bajali (Pt), Jalah (Pt) und Sarupeta (Pt).

### Übersicht
Der neue Distrikt hatte bei der letzten indischen Volkszählung 2011 eine Bevölkerungszahl von 253.816 Menschen. Davon lebten 11.242 Personen oder 4,43 Prozent in Städten. Die Landbevölkerung zählte somit 242.574 Personen. Von der Gesamtbevölkerung waren 128.320 Personen (50,56 %) männlichen und 125.496 weiblichen Geschlechts.

### Einwohnerentwicklung
Die Bevölkerungszunahme zwischen 2001 und 2011 lag bei 10,11 % oder rund 23.000 Menschen. Die Entwicklung verdeutlicht folgende Tabelle:

### Bedeutende Orte
Einzige städtische Siedlung ist Pathsala mit 11.242 Einwohnern. Somit leben nur 4,43 Prozent der Gesamtbevölkerung des Distrikts in einer Stadt.

### Volksgruppen
In Indien teilt man die Bevölkerung in die drei Kategorien general population, scheduled castes und scheduled tribes ein. Die scheduled castes (anerkannte Kasten) mit (2011) 19.192 Menschen (7,56 Prozent der Bevölkerung) werden heutzutage Dalit genannt (früher auch abschätzig Unberührbare betitelt). Die scheduled tribes sind die anerkannten Stammesgemeinschaften mit (2011) 11.486 Menschen (4,52 Prozent der Bevölkerung), die sich selber als Adivasi bezeichnen. Zu ihnen gehören in Assam 23 Volksgruppen. Detailzahlen für die einzelnen Stammesgemeinschaften sind nur bis zur Höhe der Distrikte veröffentlicht. Da aber im Distrikt Barpeta, zu dem der heutige Distrikt Bajali bei der letzten Volkszählung gehörte, die Bodo (auch Boro genannt) 92,6 % und die Rabha 0,6 % der Anzahl Personen in anerkannten Stammesgemeinschaften zählen, sind diese beiden scheduled tribes auch im heutigen Distrikt dominierend. Der Circle/die Subdivision Jalah ist mit 11,46 % Anteil der anerkannten Stammesgemeinschaften an der Distriktsbevölkerung ihre Hochburg.

### Bevölkerung des Distrikts nach Sprachen
Die Bevölkerung des Distrikts Bajali ist sprachlich gemischt. Dennoch dominiert die Sprachgruppe Assami mit 189.075 Muttersprachlern oder 74,49 % der Gesamtbevölkerung. Eine bedeutende Sprachminderheit sind die Muttersprachler des Bengali mit 53.052 Personen oder 20,90 %. Kleinere Sprachgruppen sind Bodo/Boro mit 10.877 Muttersprachlern (4,29 %) und Hindi mit 672 Muttersprachlern (0,26 %).
Allerdings gibt es deutliche Unterschiede. In den Circles/Subdivisions Bajali (94,31 % Anteil) und Jalah (89,39 % Anteil) dominiert Assami. Der Circle/die Subdivision Sarupeta ist dagegen sprachlich gemischt. Assami liegt auch hier an erster Stelle mit einem Anteil von 56,39 %. Aber immerhin 39,90 % der dortigen Einwohnerschaft haben Bengali als Muttersprache. Von Bedeutung ist zudem Bodo/Boro. In ihrer Hochburg hat die Sprache einen Anteil von 10,41 %, in Bajali (3,86 %) und in Sarupeta (3,61 %). Alle anderen Sprachen sind unbedeutende Minderheiten. Meist sind es Zuwanderer aus anderen Teilen Indiens. Die weitverbreitetsten Einzelsprachen zeigt die folgende Tabelle:
| Jahr                                   | Bengali | Bengali | Assami | Assami | Boro   | Boro | Hindi | Hindi | Gesamt  | Gesamt   |
| Jahr                                   | Zahl    | %       | Zahl   | %      | Zahl   | %    | Zahl  | %     | Zahl    | %        |
| -------------------------------------- | ------- | ------- | ------ | ------ | ------ | ---- | ----- | ----- | ------- | -------- |
| 2011                                   | 189.074 | 74,49   | 53.052 | 20,90  | 10.876 | 4,28 | 538   | 0,21  | 253.816 | 100,00 % |
| Quelle: Ergebnis der Volkszählung 2011 |         |         |        |        |        |      |       |       |         |          |

### Bevölkerung des Distrikts nach Bekenntnissen
Rund zwei von drei Einwohnern sind Hindus. Daneben gibt es noch eine starke muslimische Minderheit. Alle anderen Glaubensgemeinschaften stellen nur kleine Bevölkerungsanteile.
Allerdings gibt es deutliche Unterschiede. Die Circles/Subdivisions Bajali (94,51 % Anteil) und Jalah (86,32 % Anteil) haben deutliche hinduistische Mehrheit. Im Circle / in der Subdivision Sarupeta sind allerdings nur 43,89 % der dortigen Bevölkerung Hindus. Im Circle / in der Subdivision Sarupeta sind die Muslime mit 55,92 % Anteil die Bevölkerungsmehrheit. Dies wegen der starken Zuwanderung von Muslimen aus Bangladesch. Die genaue religiöse Zusammensetzung der Bevölkerung zeigt folgende Tabelle:
| Jahr                                   | Buddhisten | Buddhisten | Christen | Christen | Hindus  | Hindus | Jainas | Jainas | Muslime | Muslime | Sikhs | Sikhs | Andere | Andere | keine Angaben | keine Angaben | Gesamt  | Gesamt   |
| Jahr                                   | Zahl       | %          | Zahl     | %        | Zahl    | %      | Zahl   | %      | Zahl    | %       | Zahl  | %     | Zahl   | %      | Zahl          | %             | Zahl    | %        |
| -------------------------------------- | ---------- | ---------- | -------- | -------- | ------- | ------ | ------ | ------ | ------- | ------- | ----- | ----- | ------ | ------ | ------------- | ------------- | ------- | -------- |
| 2011                                   | 8          | 0,00       | 99       | 0,04     | 172.388 | 67,92  | 10     | 0,00   | 81.003  | 31,91   | 9     | 0,00  | 4      | 0,00   | 295           | 0,12          | 253.816 | 100,00 % |
| Quelle: Ergebnis der Volkszählung 2011 |            |            |          |          |         |        |        |        |         |         |       |       |        |        |               |               |         |          |

### Geschlechterverteilung
Der Distrikt hatte – für Indien üblich – mehr männliche als weibliche Einwohner. Sehr untypisch für Assam ist die fast gleich hohe Anzahl an Männern und Frauen. Dabei gibt es allerdings Unterschiede in den Circles/Subdivisions. Bajali hat einen Frauenüberschuss, während in Jalah und Sarupeta die Männer in der Mehrheit sind. Bei den jüngsten Bewohnern (31.188 Personen unter 7 Jahren) liegen die Anteile bei 15.936 Personen männlichen (51,10 Prozent) zu 15.252 Personen (48,90 Prozent) weiblichen Geschlechts.
| Geschlechterverteilung im Distrikt     |         |        |          |          |          |          |
|                                        | Gesamt  | Gesamt | männlich | männlich | weiblich | weiblich |
| Anzahl                                 | Anteil  | Anzahl | Anteil   | Anzahl   | Anteil   |          |
| GESAMT                                 | 253.816 | 100 %  | 128.320  | 50,56 %  | 125.496  | 49,44 %  |
| Bajali                                 | 102.425 | 100 %  | 51.160   | 49,95 %  | 51.265   | 50,05 %  |
| Jalah                                  | 21.538  | 100 %  | 10.855   | 50,40 %  | 10.683   | 49,60 %  |
| Sarupeta                               | 129.853 | 100 %  | 66.305   | 51,06 %  | 63.548   | 48,94 %  |
| Quelle: Ergebnis der Volkszählung 2011 |         |        |          |          |          |          |

## Bildung
Dank bedeutender Anstrengungen steigt die Alphabetisierung. Sie liegt mittlerweile bei rund 78,1 %. Im städtischen Bereich können immerhin über 95 Prozent der Männer lesen und schreiben. Auf dem Land bei den Frauen dagegen nur rund 72 Prozent. Typisch für indische Verhältnisse sind die starken Unterschiede zwischen den Geschlechtern und der Stadt-/Landbevölkerung. Doch ist die Alphabetisierung im Distrikt ungewöhnlich hoch. Und der Höchstwert (Männer; Stadtbevölkerung) und Tiefstwert (Frauen; Landbevölkerung) sind für indische Verhältnisse nicht weit auseinander. In den Circles/Subdivisions Bajali (88,18 % Anteil) und Jalah (84,21 % Anteil) sind weitaus mehr Leute alphabetisiert als im Circle / in der Subdivision Sarupeta (68,63 %).
| Alphabetisierung im Distrikt Bajali    |                   |                   |
| Einheit                                | Volkszählung 2011 | Volkszählung 2011 |
| Einheit                                | Anzahl            | Anteil            |
| GESAMT                                 | 173.920           | 78,12 %           |
| Männer                                 | 93.811            | 83,47 %           |
| Frauen                                 | 80.109            | 72,67 %           |
| STADT GESAMT                           | 9.467             | 92,80 %           |
| Stadt-Männer                           | 5.029             | 95,25 %           |
| Stadt-Frauen                           | 4.438             | 90,17 %           |
| LAND GESAMT                            | 164.453           | 77,42 %           |
| Land-Männer                            | 88.782            | 82,89 %           |
| Land-Frauen                            | 75.671            | 71,85 %           |
| Quelle: Ergebnis der Volkszählung 2011 |                   |                   |

## Verwaltungsgliederung
Der Distrikt unterteilt sich in die Subdivisionen Bajali (Pt), Jalah (Pt) und Sarupeta (Pt).

## Wirtschaft
Die Landwirtschaft ist die dominante Wirtschaftsform in dieser wenig urbanisierten Region. Hauptanbauprodukt ist Reis. Daneben werden Weizen, Urdbohnen, Jute, Raps, Senfkorn, Kartoffeln, Zuckerrohr und Rote Linsen angebaut. Beim Gemüseanbau dominieren Aubergine, Kohl, Blumenkohl, Zwiebeln, Papaya, Süßkartoffeln und Tomaten. Unter den Früchten sind Bananen, Mangos, Guaven, Jackfrucht, Ananas, Zitronen, Litschi und Orangen die meist angebauten Sorten.
Daneben spielt die Tierhaltung eine bedeutende Rolle. Rinder und Ziegen sind die meistgehaltenen Haustiere. Zudem halten die Bauern Kühe, Büffel, Schafe, Schweine, Hühner, Tauben und Enten.
Die insgesamt 88.559 Beschäftigten gliedern sich in 67.511 Hauptbeschäftigte/Vollzeitarbeitende und 21.088 Gelegenheitsarbeitende/geringfügig Beschäftigte auf. Beruflich sind 23.833 Personen oder 26,91 % Bauern und Bäuerinnen, 13.803 Personen oder 15,59 % Angestellte in der Landwirtschaft (Knechte, Mägde, Wanderarbeiter und Wanderarbeiterinnen), 7.275 Personen oder 8,21 % in Heimarbeit/im lokalen Kleingewerbe und 43.688 Personen oder 49,33 % in anderen Berufen tätig (Gewerbe, Handel, Dienstleistungsberufe, Industriebeschäftigte, Haushaltsangestellte etc.). Nebst der Landwirtschaft ist auch die Forstwirtschaft von erheblicher Bedeutung.
Von den Erwerbstätigen sind 67.264 Männer und 21.335 Frauen. Nur 10.110 Frauen oder 8,06 % der weiblichen Bevölkerung arbeiten als Hauptbeschäftigte/Vollzeitarbeitende. Bei den Hauptbeschäftigten/Vollzeitarbeitenden sind 57.401 Personen oder 85,02 % männlich.